# 自然發生

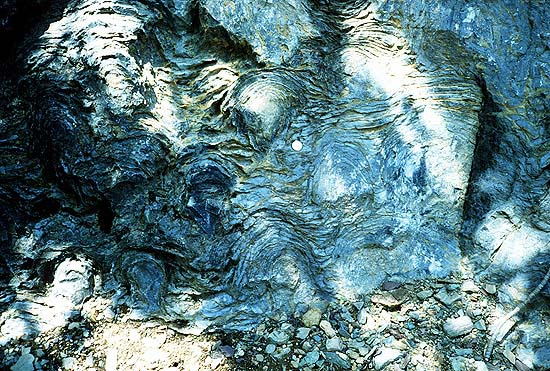
美国冰川国家公园中的前寒武纪叠层石。2002年，洛杉矶加利福尼亚大学的威廉·肖普夫在其于《自然》期刊上发表的论文中认为这种类型的地质构造中存在着拥有35亿年历史的蓝菌化石。如果属实，则其将成为迄今所知的地球上最早的生命。

自然發生或者異種生成是一套關於物種起源的思想，認為現今的生物體是在無機物中自然產生的，此理論目前不被科學界所接受。在這個邏輯下，生物如跳蚤可能來自無生命物質如灰塵，或者蛆可能由死肉產生。至於那些物種如絛蟲會出現在不相關的生命體上，被認為是模糊生成（equivocal generation）的，現今已被理解是他們的宿主。通常支持自然發生論的人認為，這些過程是常見的和規律的。這樣的想法與明確生成（univocal generation） ── 「有效地獨佔並再現親代基因，通常是相同物種」的概念相互矛盾。